# 896

896(팔백구십육)은 895보다 크고 897보다 작은 자연수다.

## 수학
- 합성수로, 그 약수는 총 16개다. (1, 2, 4, 7, 8, 14, 16, 28, 32, 56, 64, 112, 128, 224, 448, 896)
  - 896의 진약수의 합은 1144이므로, 896은 과잉수다.
- 79번째 불가촉수다. 앞의 불가촉수는 894, 다음은 898이다.
- {\displaystyle 896=137+139+149+151+157+163}
  - 연속하는 소수(素數) 6개의 합으로 나타낼 수 있으며, 이 성질을 지닌 앞의 수는 864, 다음 수는 926이다.
- {\displaystyle 896=8^{2}+16^{2}+24^{2}}
  - 공차가 8인 세 자연수의 제곱합으로 나타낼 수 있는 수다. 이 성질을 지닌 앞의 수는 803, 다음 수는 995다.
  - 연속하는 세 개의 {\displaystyle 8n}({\displaystyle n}은 자연수)의 제곱합으로 나타낼 수 있는 가장 작은 수다. 이 성질을 지닌 다음 수는 1856이다.
- {\displaystyle 896=2^{5}\times 3^{3}+2^{5}}
- {\displaystyle 97^{4}-1}은 896으로 나누어떨어진다.

## 과학
- NGC 896: 하트 성운(영어판)의 신판일반목록 일련번호.

## 군사
- 896 해군 항공대(영어판): 과거 존재한 영국의 해군 항공대.

## 문화유산
- 대한민국의 보물 제896호: 권벌 종가 전적

## 기타
- 연도: 896년, 기원전 896년